# 샤루나스 마르출료니스
라이몬다스 샤루나스 마르출료니스(리투아니아어: Raimondas Šarūnas Marčiulionis, 리투아니아어 발음: [ˈrɐ̂ˑɪ̯mɔndɐs ʃɐˈrûːnɐs mɐrʲtɕʊˈlʲôːnʲɪs] ( 듣기), 1964년 6월 13일~) 혹은 샤루나스 이오조비치 마르출료니스(러시아어: Шарунас Иозович Марчюлёнис)는 리투아니아의 전직 농구 선수로 포지션은 슈팅 가드이다. 냉전 종식 후 전미 농구 협회(NBA)에서 활약하여, 골든스테이트 워리어스, 시애틀 슈퍼소닉스, 새크라멘토 킹스, 덴버 너기츠에서 활동했다. 그는 NBA에 유로 스텝을 전수한 선구자로 평가받고 있다.
1987년에 소련 대표팀 선수로 발탁되어 FIBA 유로바스켓 1987 대회에서 준우승에 기여했고, 대회 올스타팀에 선정되었다. 이후  1988년 하계 올림픽에 소련 대표팀의 일원으로 참가하여 아르비다스 사보니스와 함께 금메달 획득에 기여했다. 소련의 해체 후 리투아니아 대표팀 선수로 활약하여 1992년과 1996년 하계 올림픽에 동메달을 2개 획득했으며, FIBA 유로바스켓 1995 대회에서는 MVP로 선정되었다.
2014년에 네이스미스 농구 명예의 전당에 헌액되었고, 2015년에는 FIBA 명예의 전당에 헌액되었다.

## 개인사
아들인 아우구스타스 마르출료니스도 농구 선수로 활동하고 있다.